# Signora di lusso
Signora di lusso (Five Finger Exercise) è un film del 1962 diretto da Daniel Mann.
La pellicola è l'adattamento cinematografico dell'omonimo dramma di Peter Shaffer.

## Trama
Il precario equilibrio della turbolenta famiglia Harrington è definitivamente guastato dall'arrivo di Walter, un affascinante giovane insegnante di musica.